# Alfred Næss
Karl Alfred Ingvald Næss (ur. 26 kwietnia 1877 w Kristianii – zm. 6 lipca 1955 w Strasshof an der Nordbahn) – norweski łyżwiarz szybki, złoty medalista mistrzostw Europy.

## Kariera
Pierwszy sukces w karierze Alfred Næss osiągnął w 1894 roku, kiedy wygrał bieg na 500 m, równocześnie ustanawiając nowy rekord świata, podczas mistrzostw Europy w Hamar. Ostatecznie jednak rywalizacji w wieloboju nie ukończył i nie był klasyfikowany. Na rozgrywanych rok później mistrzostwach Europy w Budapeszcie był najlepszy, zwyciężając na dystansach 500 i 5000 m oraz w finale na 1500 m. Do dziś pozostaje najmłodszym w historii mistrzem Europy.
W 1897 roku wystartował na wielobojowych mistrzostwach świata w Montrealu, walcząc o zwycięstwo z Jackiem McCullochem z Kanady. W biegach na 500 m i 1500 m był najlepszy, natomiast na dystansie 5000 m zajął siódme miejsce. W biegu na 1500 m McCulloch i Næss uzyskali identyczny czas, zorganizowano więc dogrywkę, w której Kanadyjczyk zwyciężył o zaledwie 0,4 sekundy. Zajął także drugie podczas wielobojowych mistrzostw świata w Kristianii w 1900 roku, gdzie w walce o triumf lepszy okazał się jego rodak, Edvard Engelsaas. Næss był tam drugi w biegach na 500 i 1500 m, czwarty na 10 000 m oraz siódmy w biegu na 5000 m.
Ponadto w 1898 roku zdobył złoty medal mistrzostw Norwegii w wieloboju.
Łącznie pięciokrotnie ustanawiał rekord świata w biegu na 500 m.